# (778) Theobalda
(778) Theobalda est un astéroïde de la ceinture principale découvert le 25 janvier 1914 par l'astronome allemand Franz Kaiser.
Sa désignation provisoire était 1914 UA.